# Caroline Agnes Gray
Pour les articles homonymes, voir Gray.
Caroline ou Carrie Agnes Gray (13 mai 1848 - 15 avril 1927) est une salonnière irlandaise et la propriétaire du Freeman's Journal,.

## Biographie

### Jeunesse
Caroline Agnes Gray est née Agnes Caroline Chisholm, le 13 mai 1848 à Londres. Elle est le sixième enfant de huit enfants de la philanthrope Caroline Chisholm (née Jones) et Archibald Chisholm (1798-1877), officier dans l'armée de l'East India Company. Elle rencontre son mari Edmund Dwyer Gray en septembre 1868, après l'avoir vu sauver cinq personnes à la suite du naufrage de la goélette lors d'une tempête dans la baie de Killiney. Plus tard, elle le rencontre et le couple se marie en 1869. Ils ont quatre enfants dont trois atteignent l'âge adulte : Edmund, Marie (1871-1913) et Sylvia (1873-1951). Elle place ses deux filles en couvent après leurs études et le début de la mort de leur père, pour soi-disant ne pas nuire à ses chances de se remarier.

### Vie politique
Gray est une hôtesse remarquée pendant la carrière politique de son mari, en particulier alors qu'il est Lord-maire de Dublin. Après sa mort en 1888, elle conserve plus de 40 % des actions du journal de son mari, le Freeman's Journal. Alors qu'elle n'est pas impliquée au jour le jour dans la gestion de la compagnie, elle exerce une influence importante sur le journal. Lors de la scission du parti de Charles Stewart Parnell, le journal se place du côté de Parnell avec l'accord de Gray. Elle est l'une des personnalités catholiques féminines de Dublin qui continue à soutenir Parnell. En 1891, elle est apparue avec Parnell en public.
C'est seulement lorsque les ventes et les revenus du Freeman's Journal souffrent après la mise en place d'un journal anti-Parnell, la Presse Nationale, que la fidélité de Gray pour Parnell faiblit. Influencée par son fils, elle décide d'abandonner le lien du Freeman avec Parnell. Cette décision est officialisée lors d'une assemblée générale extraordinaire de la société Freeman le 21 septembre 1891, qui voit le conseil d'administration pro-Parnell remplacé par un autre qui comprend le fils de Gray et le capitaine Maurice O'Conor. Le Freeman et la Presse Nationale fusionnent en mars 1892. A ce moment, les parts de l'entreprise de Caroline Gray sont rachetées et son fils et O'Conor se retirent du conseil, mettant ainsi un terme à 50 ans de relations de la famille Gray avec le Freeman.

### Fin de vie
Elle épouse le capitaine O'Conor, en novembre 1891. Il est capitaine puis major chez les Connaught Rangers. C'est un proche de Charles Owen O'Conor et George Moore. Caroline Gray est de 12 ans son aînée, et le couple n'a pas d'enfants. Ils vivent sur l'île Inisfale sur le lac Lough Allen, comté de Leitrim. Elle y vit les 30 dernières années de sa vie, avec une vue baissant puis finalement une cécité. Elle y meurt le 15 avril 1927. O'Conor meurt dans un hôtel à Dún Laoghaire, le 3 janvier 1941.